# Národní park Northumberland
Národní park Northumberland (anglicky Northumberland National Park) je nejsevernější národní park v Anglii. Pokrývá území o rozloze asi 1050 km² mezi skotskými hranicemi na severu až po oblast jižně od Hadriánovy zdi. Jedná se o jeden z nejméně obydlených a nejméně navštěvovaných národních parků. Na území parku bydlí asi 2200 obyvatel. Národní park Northumberland leží zcela na území hrabství Northumberland a pokrývá asi pětinu celého hrabství.
V parku se nachází několik významných lokalit; Na severu je linie kopců, která kopíruje hranici mezi Anglií a Skotskem, zvaná Cheviot Hills. Jižněji se kopce svažují až do mokřin, z nichž některé jsou pokryty výsadbou stromů, které tvoří lesní porost zvaný Kielder Forest. Součástí nejjižnější části parku je středová část římského opevnění zvaného Hadriánův val.
Postupně je odhalována deseti tisíciletá historie tohoto regionu díky velkému počtu archeologických nalezišť, kde badatelé objevují nálezy od prehistorických monumentů a románských pozůstatků až po signální věže, postavené k ochraně proti nájezdníkům ze severu.
Oficiálním symbolem parku je koliha velká, stěhovavý brodivý pták z čeledi slukovitých.